# Amfitheater van Pompeii

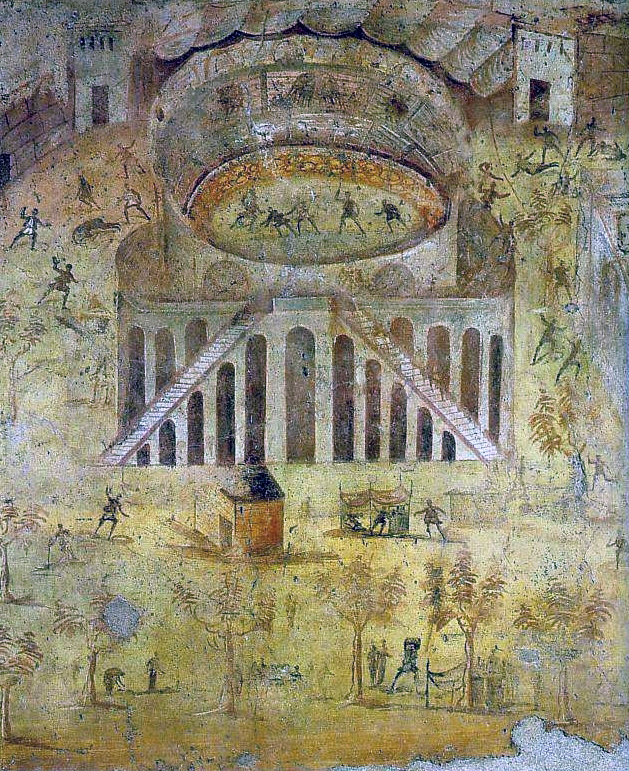
Het theater in het jaar 59

Het amfitheater van Pompeii is het oudste bekende Romeinse amfitheater. Het is gelegen in de oude Romeinse stad Pompeii en werd gebouwd rond 80 v.Chr. Het werd gebruikt voor gladiatorengevechten en gevechten met wilde dieren.

## Geschiedenis
Het amfitheater werd in 80 v.Chr. gebouwd in opdracht van de consuls van de stad: Gaius Quinctius Valgus en Marcus Porcius en werd kort na 70 v.Chr. in een plechtige inwijdingsceremonie aan de stad aangeboden.
In 59 n.Chr. vonden er hevige rellen plaats in het amfitheater tussen inwoners van Pompeii en het naburige Nuceria, waarbij vele doden vielen. Het was voor keizer Nero aanleiding de gladiatorenspelen voor tien jaar te verbieden.
Na de uitbarsting van de Vesuvius in 79 n.Chr. lag het hele amfitheater en tevens de stad bedolven onder het as. Het is daardoor een van de best bewaarde amfitheaters uit het oude Rome geworden.

## Architectuur
Het amfitheater van Pompeii is niet zoals de meeste amfitheaters met boogconstructies en beton op de grond gebouwd, maar er werd een kuil gegraven, waarin de arena kwam te liggen. De vrijgekomen grond werd eromheen geplaatst als een aarden wal, die door een steunmuur is omgeven, en waarop stenen zitplaatsen werden aangelegd. De armere toeschouwers moesten aan de buitenkant via trappen die tegen de steunmuur gebouwd waren, naar boven en vervolgens via een omleiding boven op de muur langs trappen naar hun (nu verdwenen) houten plaatsen. Voor de rijkeren waren er aparte ingangen, waardoor zij via gangen naar hun vooraan gelegen, stenen zitplaatsen gingen. Om te zorgen dat het bloederige schouwspel dat zich in de arena afspeelde niet te dicht bij de toeschouwers kwam, was er een muur van 2,18 m hoog die de tribunes van de arena splitste.
Op een fresco dat de rellen laat zien in het jaar 59 a.d. en dat zich nu in het Nationaal Archeologisch Museum te Napels bevindt, is te zien dat een velarium (zonnescherm) is gespannen over een deel van de tribunes, kennelijk tussen twee torens van de stadsmuur die direct achter het amfitheater stonden.

## Tegenwoordig
Tegenwoordig worden er rondleidingen door het amfitheater gegeven en is het een gebouw dat door archeologen wordt bestudeerd.
Daarnaast werd in het amfitheater de Pink Floyd-film Pink Floyd: Live at Pompeii uit 1972 gefilmd. David Gilmour, de gitarist en zanger van Pink Floyd, trad op twee avonden in 2016 opnieuw op in het amfitheater. Van het concert is een film gemaakt met de titel David Gilmour: Live at Pompeii.